# Pacu jawi

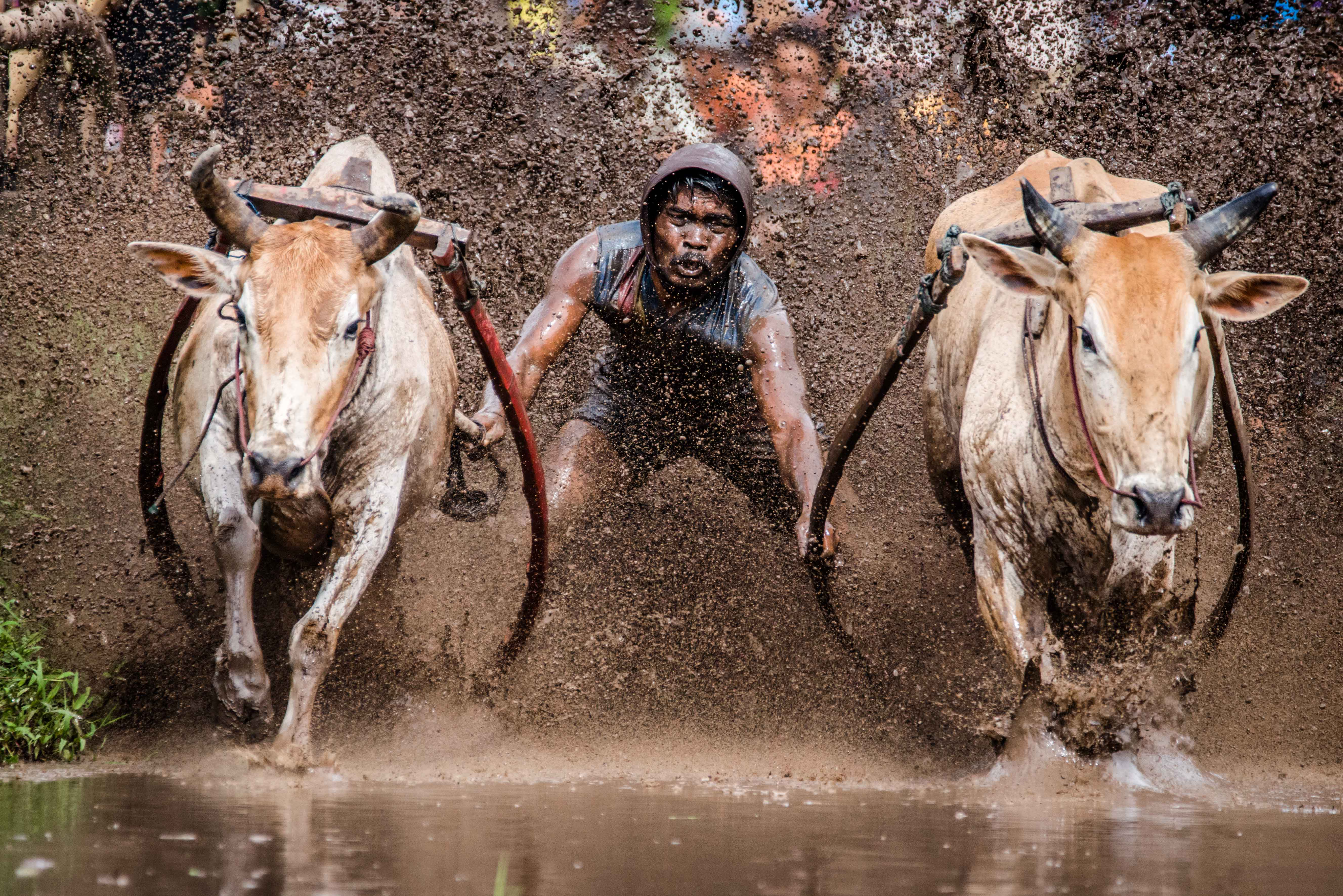
Hai con bò đực đang chạy với người điều khiển trong một pacu jawi, 2015.

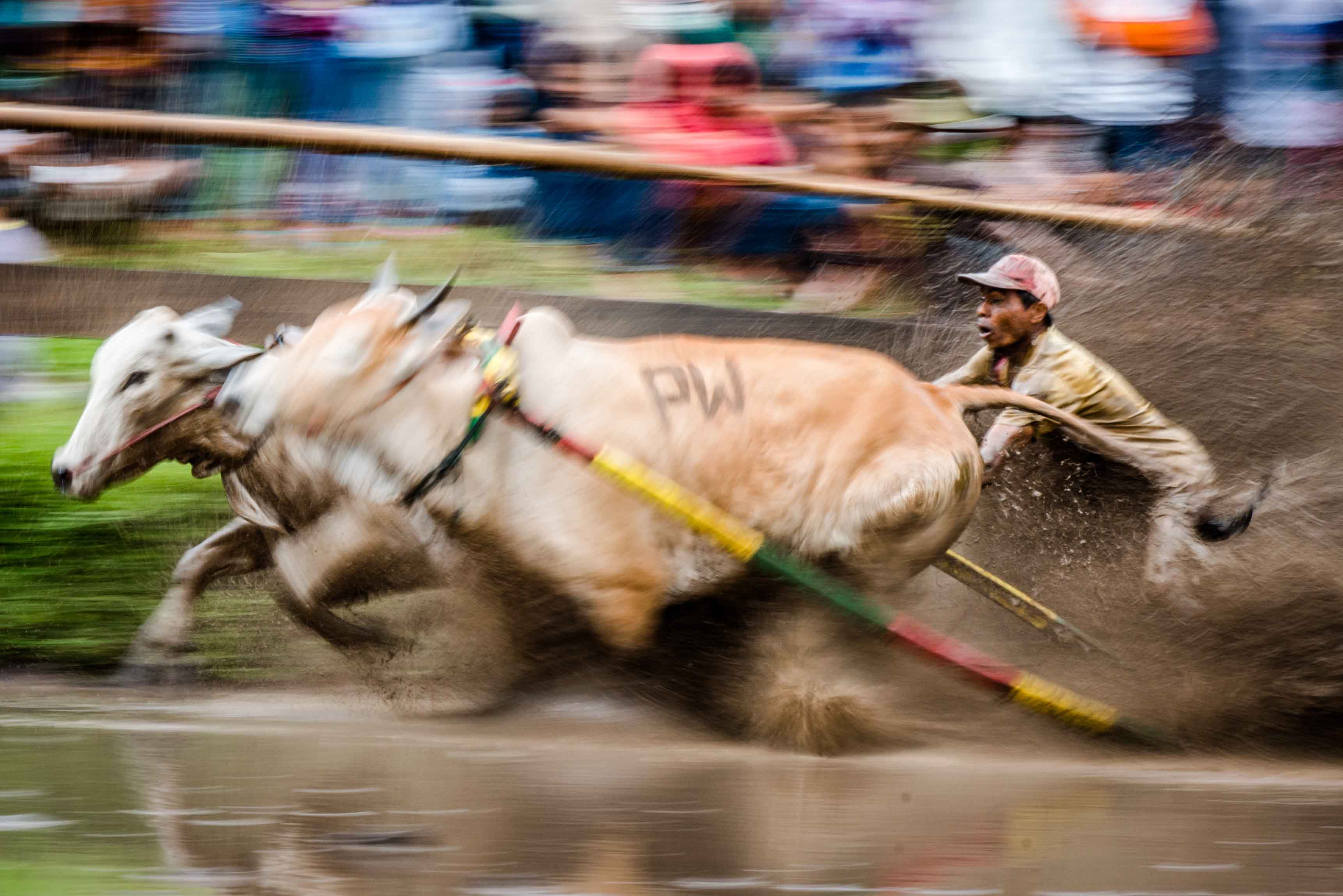
Hai con bò đang chạy đua.

Pacu functionsi (phát âm tiếng Minangkabau: [ˈpatʃu ˈdʒawi]) là một cuộc đua bò truyền thống ở Tanah Datar, Tây Sumatra, Indonesia. Trong cuộc đua, một người đua đua bò đứng giữ một cặp bò đực được buộc lỏng ở đuôi của chúng trong khi những con bò đực chạy cự ly khoảng 60–250 mét đường bùn trong một cánh đồng lúa. Mặc dù nó được gọi là một "cuộc đua", những con bò đực không trực tiếp cạnh tranh với nhau và không có kẻ chiến thắng chính thức được tuyên bố. Thay vào đó, khán giả đánh giá những con bò đực theo cách thể hiện của chúng (chủ yếu là tốc độ và khả năng chạy thẳng của chúng), và có thể mua những con bò đực hoạt động tốt với giá cao hơn nhiều so với giá thông thường của chúng. Người dân Tanah Datar - đặc biệt là các nagaris (làng) ở 4 huyện của nó - đã thực hiện truyền thống này trong nhiều thế kỷ để kỷ niệm mùa thu hoạch lúa kết thúc. Cuộc đua được tổ chức đồng thời với một lễ hội văn hóa của làng gọi là alek pacu functioni. Gần đây nó đã trở thành một điểm thu hút khách du lịch được chính phủ hỗ trợ và là chủ đề của nhiều bức ảnh đoạt giải.